# Muskogee-Sprachen

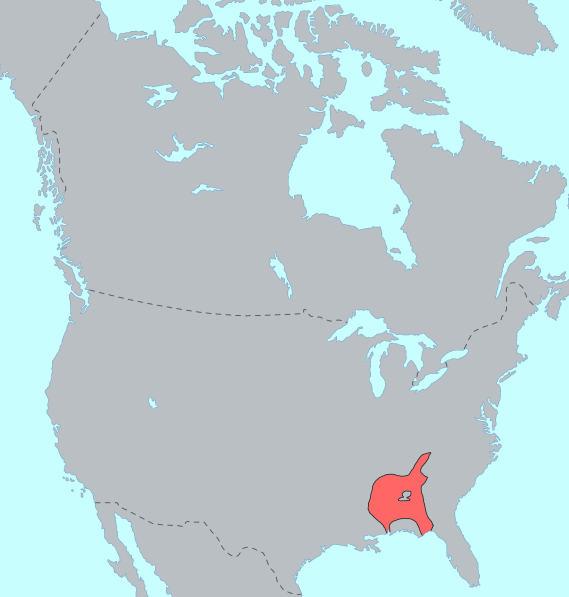
Verbreitung der Muskogee-Sprachen vor dem Kontakt mit den Europäern

Muskogee oder Muskogeanisch ist eine indianische Sprachfamilie aus dem Südosten der USA. 

## Aufteilung der Sprachfamilie
Die Muskogee-Sprachen teilen sich in zwei Hauptäste, den östlichen und den westlichen. Diese Unterscheidungen werden zurzeit immer noch debattiert. Sie zählen zu den agglutinierenden Sprachen.
Die traditionelle Klassifizierung ist von Mary Haas und ihren Schülern. Eine jüngere und kontroversere Klassifizierung wurde von Pamela Munro vorgeschlagen.
Beim Vokabular der Houma könnte es sich um eine andere undokumentierte westliche Maskoki-Sprache handeln oder um eine Version des Mobilian-Pidgin. Mobilian-Pidgin ist eine auf dem westlichen Muskogee-Sprachen basiert Pidginsprache (Liste der Pidginsprachen).
Einige Linguisten haben die Muskogee-Sprachen zusammen mit einigen isolierten Einzelsprachen zu einer hypothetischen Familie der Golf-Sprachen zusammengefasst.

### Haas
I. West-Maskoki
1. Chickasha (Chickasaw)
2. Choctaw (Chahta, Chacato)
II. Ost-Maskoki
A. Zentral-Maskoki
i. Apalachee-Alabama-Koasati-Gruppe
a. Alabama-Koasati
3. Alabama
4. Koasati
b. Apalachee
5. Apalachee
ii. Hitchiti-Mikasuki
6. Hitchiti-Mikasuki
B. Maskoki-Gruppe
7. Maskoki (Creek)

### Munro
I. Nord-Maskoki
1. Maskoki (Creek)/Seminolisch
II. Süd-Maskoki
A. Südwest-Maskoki-Gruppe:
i. Apalachee
2. Apalachee (†)
ii. Alabama-Koasati
3. Alabama
4. Koasati
iii. West-Maskoki
5. Chickasha (Chickasaw)
6. Choctaw
B. Hitchiti-Mikasuki-Gruppe:
7. Hitchiti/Mikasuki

### Beziehungen
Die Muskogee-Sprachen sind eventuell mit der Natchez-Sprache aus Louisiana verwandt.

## Merkmale der Sprachfamilie

### Phonologie
Die Muskogee-Sprachen verfügen über eine relativ simple Phonologie verglichen mit anderen Indianersprachen. Proto-Maskoki enthielt die Phoneme /p t tS k g K s h m n l w y/ (in X-Sampa-Notation). Die westlichen Maskoki-Sprachen unterscheiden /s/ und /S/. Viele der Sprachen unterscheiden das stimmlose /p/ vom stimmhaften /b/; stimmhafte Labiale sind selten in den Indianersprachen. Die Maskoki-Sprachen verfügen über Tonhöhen-Akzente.

### Substantive
Die meisten Sprachen der Familie verfügen über lexikale Akzente bei Substantiven, ebenso über grammatische Fälle, die das Subjekt vom Objekt unterscheiden. Die Substantive zeigen nicht zwingend Genus und Numerus an.

### Verben
Muskogeanische Verben haben ein komplexes Ablaut-System, wobei sich der Wortstamm des Verbs mit dem Aspekt ändert (fast immer) oder auch von der Spannung oder Modalität abhängt. In der Muskogeanischen Linguistik werden die verschiedenen Formen als "Grade" bezeichnet.
Die Verben zeigen die erste und zweite Person an, ebenso Aktiv und Passiv (Choctaw zeigt auch das Dativobjekt an). Dritte Personen (er, sie, es) haben einen Nullmarker.
Die Pluralität eines Subjekts wird entweder durch 1) Affixation des Verbes oder 2) einen bereits ursprünglichen Plural-Wortstamm des Verbs angezeigt. Letzterer ist ein sehr bezeichnendes Merkmal der Muskogee-Sprachen.
Beispiel (Pluralisierung durch Affixation, Choctaw)
```
    
ishimpa

    ish-impa
    2SG.NOM-essen
    "du isst"
    
    
hashimpa

    hash-impa
    2PL.NOM-essen
    "ihr esst"
```

Beispiel (ursprünglich-zählige Wortstämme, Mikasuki)
```
    
łiniik

    rennen.SG
    "rennen (Singular)"
    
    
palaak

    rennen.PAUCAL
    "rennen (mehrere)"

    
mataak

    rennen.PL
    "rennen (viele)"
```

## Bibliographie
- Campbell, Lyle. (1997). American Indian languages: The historical linguistics of Native America. New York: Oxford University Press. ISBN 0-19-509427-1.
- Goddard, Ives (Ed.). (1996). Languages. Handbook of North American Indians (W. C. Sturtevant, General Ed.) (Vol. 17). Washington, D. C.: Smithsonian Institution. ISBN 0-16-048774-9.
- Haas, Mary. (1973). The southeast. In T. A. Sebeok (Ed.), Linguistics in North America (part 2, pp. 1210-1249). The Hauge: Mouton.
- Mithun, Marianne. (1999). The languages of Native North America. Cambridge: Cambridge University Press. ISBN 0-521-23228-7 (hbk); ISBN 0-521-29875-X.
- Sebeok, Thomas A. (Ed.). (1973). Linguistics in North America (parts 1 & 2). Current trends in linguistics (Vol. 10). The Hauge: Mouton. (Reprinted as Sebeok 1976).
- Sturtevant, William C. (Ed.). (1978-present). Handbook of North American Indians (Vol. 1-20). Washington, D. C.: Smithsonian Institution. (Vols. 1-3, 16, 18-20 not yet published).